# Swainsona oligophylla
Swainsona oligophylla är en ärtväxtart som beskrevs av George Bentham. Swainsona oligophylla ingår i släktet Swainsona och familjen ärtväxter. Inga underarter finns listade i Catalogue of Life.